# ケントレル・グランズベリー
ケントレル・グランズベリー（Kentrell Gransberry、1985年1月8日 - ）は、アメリカ合衆国のバスケットボール選手。ポジションはセンター。

## 来歴
ルイジアナ州バトンルージュ出身。サウスフロリダ大学卒業。2009-2010シーズンは蔚山モービスフィバス所属。